# Francesco Ferrario
Francesco Ferrario (Caravaggio, 16 aprile 1875 – Milano, 7 aprile 1946) è stato un ebanista, di corrente neoclassica e Liberty, italiano.

## Biografia
Francesco Ferrario nasce a Caravaggio nel 1875 da una famiglia di modeste condizioni economiche. Appena quattordicenne, lavora come apprendista in una bottega di fabbro, il mestiere del padre e prima ancora del nonno.
Trasferitosi a Milano, entra nella bottega dei fratelli Scotti, ebanisti, intagliatori e scultori del legno e frequenta la Scuola Superiore di Arte Applicata all'Industria del Castello Sforzesco. Grazie a un sussidio della Congregazione della Carità di Caravaggio, nel 1895 si iscrive all'Accademia di Belle Arti di Brera conseguendo il diploma di professore di disegno; allievo di Giuseppe Mentessi e dell'architetto Gaetano Moretti si lega in amicizia con il maestro Ludovico Pogliaghi e altri artisti tra cui Carlo Rizzarda Feltre.
Nel 1901 apre un proprio laboratorio in via Carlo Tenca a Milano.
Nel 1906 riceve il premio per la camera da letto per signorina presentata all'Esposizione Internazionale di Milano; nel 1911 ricostruisce i Camerini di Isabella d'Este in occasione dell'Esposizione di Roma; nel 1913 disegna e realizza il Salone di reggenza per la nuova sede della Banca d'Italia in Piazza Cordusio a Milano; nel 1914 riceve dal Ministero dei Beni Culturali l'incarico di restaurare il coro ligneo della chiesa di Santa Maria in Organo a Verona.
Verrà nominato socio onorario dell'Accademia di Brera e insignito dell'ordine di Cavaliere del Lavoro. Il suo laboratorio, dal 1927 in corso Sempione, conta una trentina di operai, anche i figli collaborano all'attività: saranno infatti il figlio Pietro e in minor parte il figlio Adriano a proseguire il lavoro del padre.
Nel 1938 Ferrario svolge un ruolo primario nella realizzazione della mostra commemorativa di Giuseppe Maggiolini.
Nel 1943 il laboratorio ed il negozio vengono distrutti dai bombardamenti della Seconda Guerra Mondiale e l'azienda si trasferisce in via Vittoria Colonna.
Francesco Ferrario muore nel 1946.
Nel 1957 il Comune di Caravaggio gli dedicherà una via.

## Opere

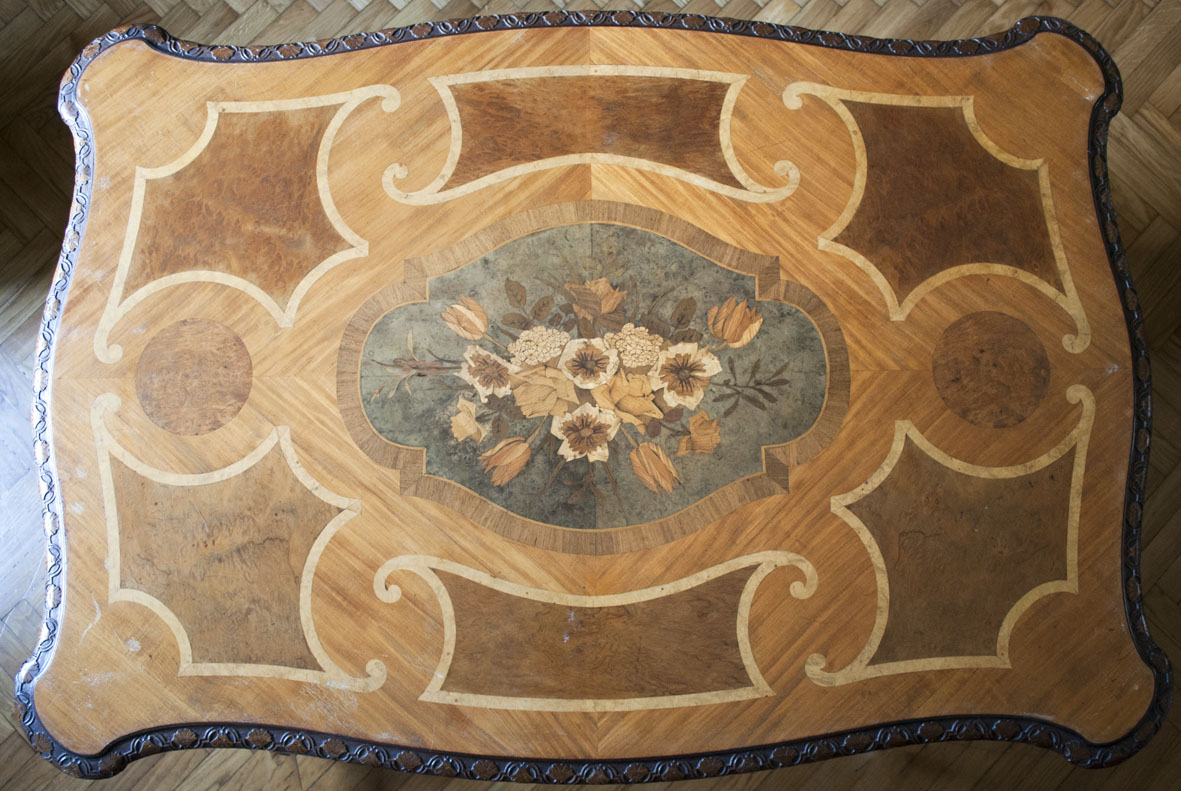
Tavolo da pranzo ad opera di Francesco Ferrario, anni '30 del XX secolo, collezione privata

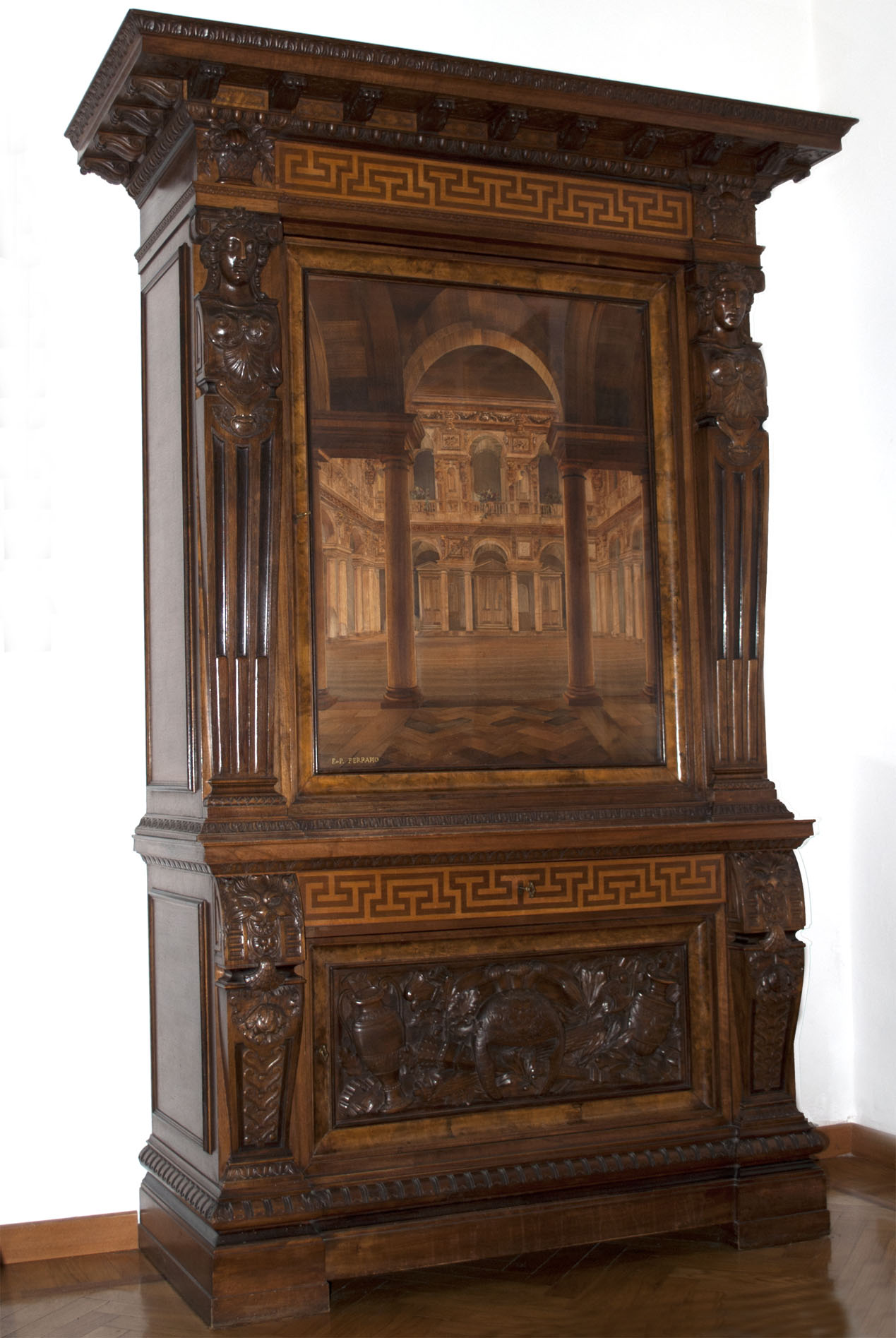
Stipo rinascimento ad opera di Francesco Ferrario, collezione privata

- Camera da letto per signorina, Esposizione Internazionale di Milano, 1906
- Camerini di Isabella d'Este, Esposizione di Roma 1911
- Salone di Reggenza per la sede della Banca d'Italia, Piazza Cordusio Milano, 1913
- Coro ligneo Santa Maria in Organo, Verona, 1914
- Opere di Francesco Ferrario sono esposte presso la Collezione Rizzarda a Feltre e presso il comune di Caravaggio